# Łapówka

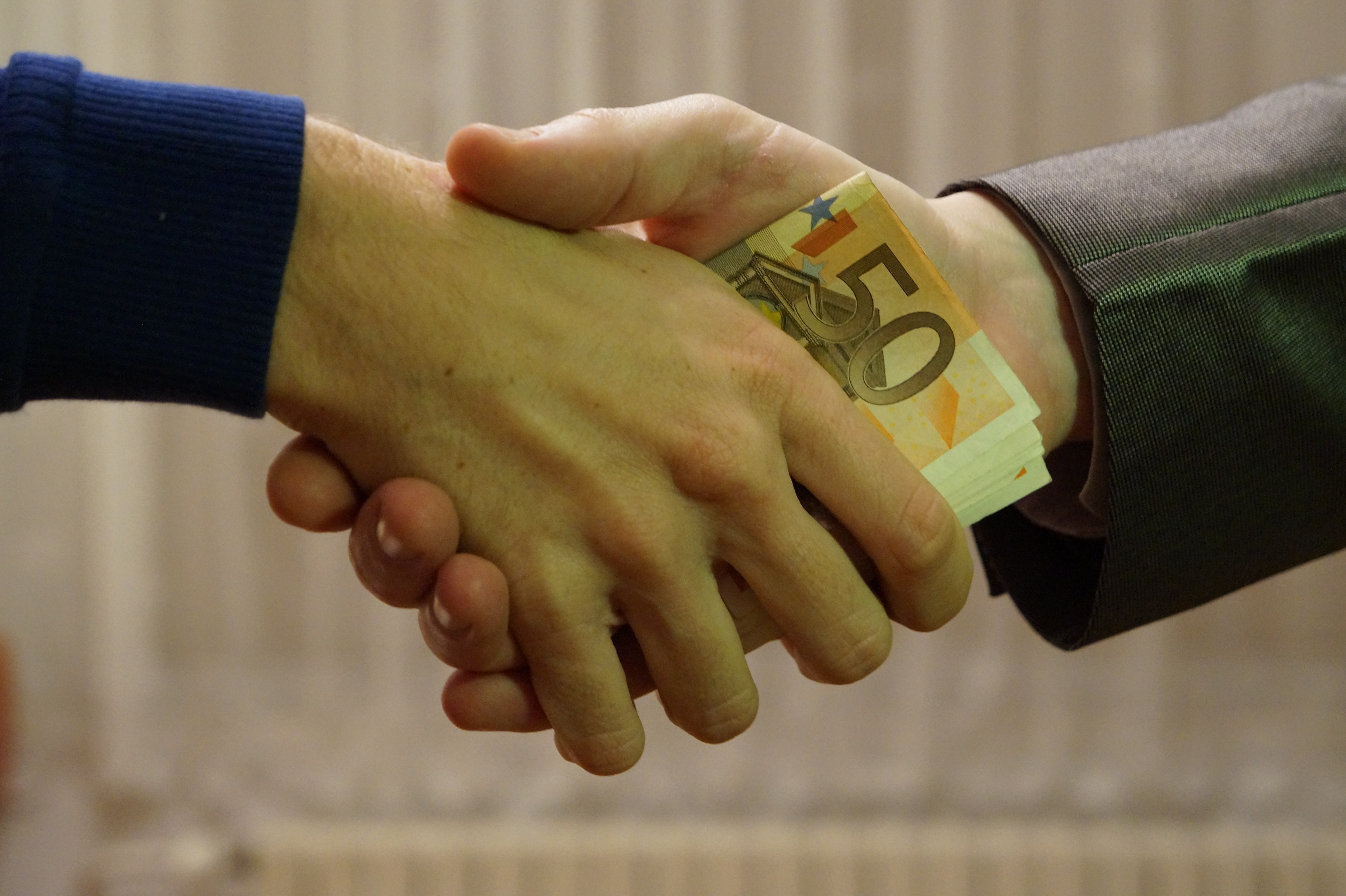
Łapówka

Łapówka, dawn. kuban (pot.) – korzyść, najczęściej finansowa, wręczana osobie lub grupie osób, dla osiągnięcia określonego celu, z pominięciem standardowych procedur.

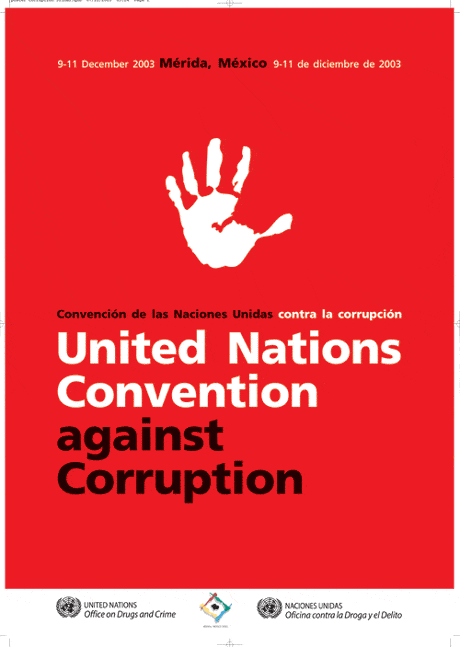
Konwencja Narodów Zjednoczonych przeciwko korupcji

## Indeks Przekupstwa (Bribe Payers Index)
Bribe Payers Index (pol. Indeks Przekupstwa) jest przygotowywanym przez Transparency International badaniem opinii dotyczącym płatników łapówek.